# Precios de producción

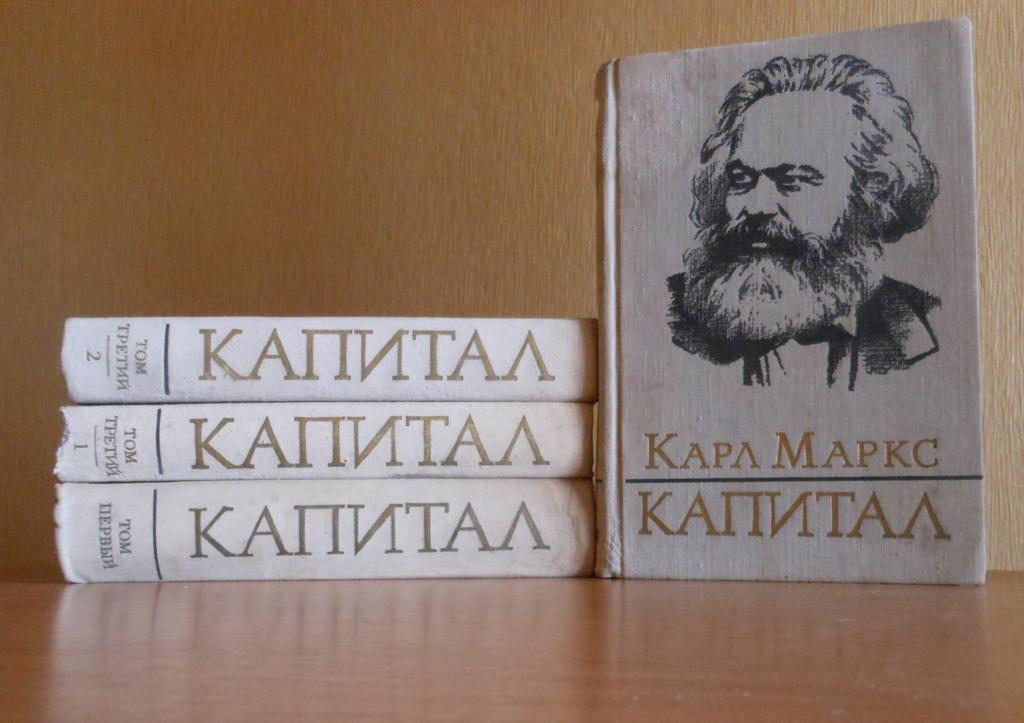
precio de producción» como la suma del «precio de coste» (capital constante y variable) más el beneficio medio (el precio de coste multiplicado por la tasa de ganancia media).

Precios de producción (en alemán: Produktionspreise ) es un concepto en la crítica de la economía política de Karl Marx, definido como "precio de costo + beneficio medio". Un precio de producción puede considerarse como un tipo de precio de oferta de productos; se refiere a los niveles de precios a los que los productores tendrían que vender los bienes y servicios recién producidos, para alcanzar una tasa de ganancia promedio normal sobre el capital invertido para producir los productos (no es lo mismo que el beneficio sobre el volumen de negocios).
La importancia de estos niveles de precios es que muchos otros precios se basan en ellos o se derivan de ellos: en la teoría de Marx, determinan la estructura de costos de la producción capitalista. Los precios de mercado de los productos normalmente oscilan alrededor de sus precios de producción, mientras que los precios de producción mismos oscilan alrededor de los valores de los productos (el costo promedio actual de reemplazo en tiempo de trabajo requerido para fabricar cada tipo de producto).
Esta comprensión ya existía en la economía política clásica (la idea de precios de mercado que gravitan hacia "precios naturales" o "niveles de precios naturales") pero, según Marx, los economistas políticos realmente no podían explicar adecuadamente cómo se formaron los precios de producción, o cómo podrían regular el comercio de productos básicos. Además, los economistas políticos no podían teóricamente conciliar su teoría del valor-trabajo con las desviaciones valor/precio, las relaciones desiguales beneficio/salario y las composiciones desiguales del capital. En consecuencia, la teoría del valor trabajo de los economistas políticos anteriores a Marx tenía más el carácter de una creencia metafísica que una proposición científica.